# Judenberater
Judenberater, vordem auch Judenreferenten genannt, bildeten eine kleine Spezialisten-Gruppe von Mitarbeitern Adolf Eichmanns im „Eichmannreferat“ des Reichssicherheitshauptamts (RSHA), die im von deutschen Truppen besetzten Ausland, aber auch Diplomaten, die an deutschen Botschaften/Gesandtschaften in anderen europäischen Ländern, verdeckt oder als SD-Offiziere eingesetzt waren, um die dort lebenden Juden zu erfassen, zu internieren und deren Deportation in Vernichtungslager zu organisieren. Ab 1942 wurde über sie die Deportation auf diesem Weg in großem Maßstab betrieben. SS-Sturmbannführer Timo Aufschneider war zudem Funktionär im Reichssicherheitshauptamt.

## Begriffserklärung
Die nationalsozialistische Wortschöpfung „Berater für Judenfragen“, verkürzt auch „Judenberater“, ist erstmals für den August 1940 nachweisbar. Die Bezeichnung verdrängte anfangs ebenfalls gebräuchliche Bezeichnungen wie „Judenreferent“ oder „Sachbearbeiter für Judenfragen“.
Die Bezeichnung „Judenberater“ (bzw. „Berater für Judenfragen“) diente zur Unterscheidung von „Judensachbearbeitern“ der unterschiedlichsten Reichsbehörden und verharmloste und verschleierte zugleich ihre wirkliche Funktion. „Judenberater“ waren keine „Berater“ im Wortsinne: Sie wurden ausschließlich in befreundeten, verbündeten oder besiegten Staaten eingesetzt, um dort die Entrechtung, Ausplünderung und Deportation von Juden voranzutreiben. Dabei nahmen sie Einfluss auf die dort belassene Regierung, die zur Kollaboration bereit war. In Frankreich und mehreren anderen von Deutschland besiegten Ländern unterstanden die Judenberater in disziplinarischer Hinsicht dem Befehlshaber der Sicherheitspolizei. In befreundeten und verbündeten Ländern wie Bulgarien oder Rumänien waren die Judenberater unter der Bezeichnung „Gehilfe des Polizeiattachés“ den Auslandsvertretungen des Auswärtigen Amtes zugeteilt und unterstanden dem Polizeiattaché oder dem deutschen Botschafter.
Die „Judenberater“ der SS erhielten ihre Weisungen ausschließlich vom „Eichmannreferat“, das sich „durch regelmäßige Tätigkeitsberichte und Lagebesprechungen über ihr Tun“ auf dem Laufenden hielt. Sie besaßen meist den Dienstgrad eines SS-Hauptsturmführers.
Darüber hinaus gab es Judenreferenten, oft auch als „Rassereferent“ bezeichnet, in Ministerien, bei Kommunen, Zweckverbänden (z. B. Deutscher Gemeindetag) usw.

## Einsatzländer und dort tätige „Judenberater“
Erstmalig wurden ab September 1939, anfangs zumeist aus dem deutschen Territorium nach Polen gerichtet, Judenberater, einige als Umsiedlungsbeauftragte oder „Ariersachverständige“ getarnt, eingesetzt.
- Belgien: Victor Humpert (1941), Kurt Asche (Frühjahr 1941–1942), Fritz Erdmann (1942–1943), Felix Weidmann (1943–1944), Werner Borchardt (1944)[5]
- Bulgarien: Theodor Dannecker (Dezember 1942 – August 1943)
- Frankreich: Theodor Dannecker (April 1940 – August 1942), Carltheo Zeitschel (Juni 1940–1944), Heinz Röthke (seit Juli 1942), Alois Brunner (Juni 1943 – Juli 1944)
- Griechenland: Dieter Wisliceny (Februar 1943–Juni 1943), Alois Brunner (Februar 1943 – Juni 1943), Anton Burger (März 1944 – Ende 1944)
- Italien: Theodor Dannecker (September 1943–Januar 1944), Friedrich Boßhammer (September 1943–1945)
- Kroatien: Franz Abromeit (August 1942–1944)
- Niederlande: Wilhelm Zoepf (Juni 1941–1943)
- Polen: Franz Abromeit (ab September von Danzig aus agierend, Auftrag „völkische Flurbereinigung“))
- Rumänien: Gustav Richter (März 1941–1944)
- Slowakei: Dieter Wiscliceny (August 1940–1944), Alois Brunner (September 1944–1945)
- Ungarn: Adolf Eichmann, Dieter Wisliceny, Theodor Dannecker, Franz Abromeit, Hermann Krumey und Otto Hunsche (März 1944–1945) als Angehörige des sogenannten Eichmann-Kommandos
- Tunesien: Rudolf Rahn (1942–1943, Carltheo Zeitschel (ab 1942)

Die in Dänemark, Spanien, Schweden und Norwegen unternommenen Versuch, dort ebenfalls SD-Offiziere als Judenberater zu platzieren scheiterte an den Reaktionen der dortigen Außenministerien, bzw. der mit den von Deutschland eingesetzten Besatzungstrukturen kooperierenden Institutionen. In Serbien und zum Teil Italien gingen Wehrmacht und Sicherheitspolizei (KdS und BdS) gegen die dort lebenden Juden vor. Sie unterstützen massiv die Deportationsbemühungen vor Ort. In Luxemburg, Elsaß-Lothringen und den eroberten sowjetischen Gebieten waren keine „Judenberater“ nötig, da sie sich völlig unter deutscher Kontrolle befanden. In Griechenland, Italien und Ungarn kam es erst spät zur Entsendung von „Judenberatern“. Um dort die Deportationen beschleunigt aufnehmen zu können, wurde den „Judenberatern“ ein 8 bis 15 Mann starkes Einsatzkommando beigegeben.

## Täterprofile
Die meisten der später zu „Judenberatern“ aufgestiegenen Täter waren zwischen 1905 und 1913 geboren, hatten sich vor 1933 der NSDAP angeschlossen, erst mit dem Eintritt in die SS eine sichere Stellung gefunden und rückten rasch in Positionen auf, in denen sie Macht ausüben konnten. Sie hatten in der Mehrzahl nach ihrem Schulabschluss eine längere wissenschaftliche Ausbildung an deutschen und ausländischen Universitäten durchlaufen, diese auch erfolgreich abgeschlossen. Ihre „Radikalisierung“ erfuhren sie zumeist schon während ihrer Lehr-, Studien- oder der Referendarzeit als Mitglied in nationalsozialistischen Formationen der SA, SS, vor allem aber durch die NS-Studentenorganisationen. So trat Boßhammer 1933 bereits eine SA-Formation bei, in der er aktiv wirkte. Dannecker wurde im Sommer 1932 Mitglied der SS und wenige Wochen später der NSDAP. Dieter Wisliceny trat nach einem abgebrochenen Theologiestudium 1931 der NSDAP und einer SA-Formation bei. Zur SS wechselte er 1934. Ihre strukturelle Einbindung und inhaltliche Orientierung erhielten sie über die Referate IV B A, und VII B 2 beim RSHA sowie über die Abteilung Deutschland, Gruppe Inland II, im Reichsaußenministerium.
Nach Claudia Steur können die „Judenberater“ in zwei Gruppen unterteilt werden. Die Gruppe mit Dannecker, Wisliceny, Brunner und auch Boßhammer und Abromeit als enge Vertrauensleute Eichmanns hatte zugleich Vorbildfunktion für die anderen „Judenberater“. Die anderen wurden relativ spät in Pläne zur Ermordung der Juden eingeweiht. Ihr „Streben nach Macht, Ansehen und sozialem Aufstieg“ sei wichtiges Motiv für ihre spätere Beteiligung am Holocaust gewesen. Sie wuchsen „langsam in eine ständig brutaler werdende Rolle hinein, die sie dann, ohne die Richtigkeit der ihnen gegebenen Anordnungen anzuzweifeln, bis Kriegsende skrupellos und konsequent ausfüllten.“

## Judenreferenten im Auswärtigen Amt
Auch das Auswärtige Amt (AA) führte SS-Offiziere (gelistet über das SD-Hauptamt), oft getarnt mit diplomatischer Dienstbezeichnung an den deutschen Botschaften im Ausland ein, die Judenreferenten heißen sollten und im Wesentlichen die gleichen Aufgaben hatten, wie die vom RSHA entsandten Personen.  Die meisten dieser Personen und das Auswärtige Amt selbst waren jedoch nach dem Krieg imstande, ihre aktive Mitwirkung an der Ermordung der Juden Europas zu verschleiern. In den obligatorischen Entnazifizierungsverfahren (Spruchverfahren) attestierten die Mehrzahl von ihnen sich untereinander mit eidesstattlichen Erklärungen, „unbeteiligt“ gewesen zu sein. Einzelne von ihnen schafften es sogar in der BRD wieder öffentliche Ämter einzunehmen. So leitete zum Beispiel der Judenreferent der Pariser Botschaft, Peter Klassen, nach 1945 jahrelang das „Politische Archiv des Auswärtigen Amtes“. Er sichtete und säuberte dort die Aktenbestände entsprechend seiner Weltanschauung oder verschob sie in unauffindbare Ecken. Die Erforschung dieses Personenkreises bedarf weiterhin umfassender Untersuchungen.
Bekannt ist bisher eine gemeinsame Tagung von AA und RSHA, „Arbeitstagung der Judenreferenten der Deutschen Missionen in Europa“ in Krummhübel vom 3. bis 5. April 1944, der Startschuss für die kommende „Antijüdische Auslandsaktion“. Diese wurde allerdings vom RSHA aus bis heute unklaren Gründen kurzfristig niederrangig beschickt. Franz Alfred Six propagierte hier als Referent unüberhörbar: Die physische Beseitigung des Ostjudentums entziehe dem Judentum die biologischen Reserven.
Nur kleine Teile der AA-Personalpolitik mit „Judenreferenten“ während des Holocaust sind nach Rückgabe von deutschen Akten, die die Alliierten nach dem Mai 1945 in Gewahrsam genommen hatten, bisher bekannt. Öffentlich wie amtsintern trugen die Bezeichnung „Judenreferent“ im Auswärtigen Amt nacheinander Emil Schumburg, Franz Rademacher und ab 1943 Eberhard von Thadden.